# Louise Lagrange
Pour les articles homonymes, voir Lagrange.
Louise Marie Lagrange née le 19 août 1897 à Oran (Algérie) et morte le 28 février 1979 à Paris, est une actrice française.

## Biographie
Fille d'un limonadier, Louise Lagrange naît le 19 août 1897 à Oran.
Elle fait surtout carrière à la période du cinéma muet sous la direction de Louis Feuillade et même de Georges Méliès.
Louise Lagrange meurt le 28 février 1979 en son domicile au no 9 avenue Victor Hugo dans le 16e arrondissement de Paris.
Elle est la belle-sœur du comédien Pierre Blanchar par sa sœur Marthe Vinot.
Elle était mariée à Maurice Tourneur. 

## Filmographie
- 1907 : Cendrillon, ou la Pantoufle merveilleuse (Cendrillon) d'Albert Capellani
- 1911 : La Dernière Conquête de Don Juan de Jean Durand
- 1911 : L'Orgie romaine de Louis Feuillade
- 1911 : Quand les feuilles tombent de Louis Feuillade
- 1911 : La Suspicion de Louis Feuillade
- 1912 : Cendrillon ou la Pantoufle mystérieuse de Georges Méliès : Cendrillon
- 1912 : Le Maléfice de Louis Feuillade
- 1912 : La Mort de Lucrèce de Louis Feuillade
- 1914 : Fantômas contre Fantômas de Louis Feuillade
- 1914 : Cadette de Léon Poirier
- 1914 : Le Miracle d'amour (réalisation anonyme)
- 1914 : Severo Torelli de Louis Feuillade
- 1914 : Les Fiancées de 1914 de Louis Feuillade
- 1914 : La Neuvaine de Louis Feuillade
- 1914 : Le Roman de la midinette de Louis Feuillade
- 1915 : Autour d'une bague de Gaston Ravel
- 1915 : La Barrière de Gaston Ravel
- 1915 : L'Ombre de la mort de Louis Feuillade
- 1915 : Celui qui reste de Louis Feuillade
- 1915 : Madame Fleur de Neige de Gaston Ravel
- 1915 : Les vampires / L'homme des poisons (épisode 9) de Louis Feuillade : Jeanne Brémontier
- 1915 : Les vampires / Les noces sanglantes (épisode 10) de Louis Feuillade : Jeanne Brémontier
- 1916 : Le Malheur qui passe de Louis Feuillade
- 1916 : Le Prix du pardon de Louis Feuillade
- 1916 : Un mariage de raison de Louis Feuillade : Odette
- 1916 : Le Noël du poilu de Louis Feuillade
- 1917 : Mères françaises de Louis Mercanton et René Hervil : Marie Lebroux
- 1917 : Le Torrent de Louis Mercanton et René Hervil : Noëlle d'Horgans
- 1917 : L'Escapade de l'ingénue de Gaston Ravel
- 1918 : La Maison d'argile de Gaston Ravel : Marguerite Armières
- 1919 : L'Héritage de Jacques de Baroncelli : Suzanne Fertot
- 1919 : Intrigue et jalousie (réalisation anonyme) : Simone Arlais, la fille de l'industriel
- 1922 : Mimi Trottin d'Henri Andréani : Mimi Trottin, la midinette
- 1924 : L'Hacienda rouge (A Sainted Devil) de Joseph Henabery : Carmelita
- 1924 : The Side Show of Life (en) de Herbert Brenon : Élodie
- 1924 : Mon homme de Herbert Brenon
- 1926 : La Femme nue de Léonce Perret : Lolette, le modèle du peintre
- 1927 : Dans l'ombre du harem de Léon Mathot et André Liabel : Simone de Montfort
- 1928 : La Danseuse Orchidée de Léonce Perret : Luicha Irrigoyen, la danseuse Orchidée
- 1928 : La nuit est à nous de Roger Lion : Bettine
- 1928 : Le Ruisseau de René Hervil : Denise Flory
- 1929 : La Marche nuptiale d'André Hugon : Grâce de Plessan
- 1930 : Le Défenseur d'Alexandre Ryder : Renée de Pernois
- 1930 : Ruines d'Edouard Elding : Mme Servais
- 1930 : Une femme a menti de Charles de Rochefort : Annette Rollan
- 1930 : Ça aussi c'est Paris d'Antoine Mourre
- 1931 : Le Petit Écart (Der kleine seitens prung) de Reinhold Schünzel et Henri Chomette : Lona Beckert
- 1932 : La Chauve-Souris de Pierre Billon et Carl Lamac
- 1933 : Judex 34 de Maurice Champreux : Jacqueline
- 1933 : L'Homme mystérieux (Obsession) de Maurice Tourneur (moyen métrage) : Louise
- 1946 : Les Trois Cousines de Jacques Daniel-Norman
- 1949 : La Cage aux filles de Maurice Cloche : la mère de Micheline
- 1951 : Adhémar ou le Jouet de la fatalité de Fernandel